# Talos
En la mitologia grega, Talos (en grec antic Τάλως), era un gegant de bronze forjat per Hefest i obsequiat a Minos perquè custodiés les costes de Creta. De vegades se'l presenta com un ser humà, i llavors és germà o fill de Cres, l'epònim de l'illa, i se'l considera pare del déu del foc, Hefest.
En essència, Talos era el guardià de Creta. Era un vigilant infatigable i cada dia feia tres voltes a l'illa. De vegades es diu que la missió de Talos havia estat encarregada per Zeus, per a protegir la seva estimada Europa. Impedia als estrangers arribar a l'illa i als habitants d'abandonar-la sense el permís reial. Per fugir de la seva vigilància, Dèdal es va escapar per l'aire.
Les armes preferides de Talos eren unes pedres enormes que llançava a gran distància. Si els intrusos superaven aquesta prova, s'introduïa dins del foc, escalfava el seu cos metàl·lic fins a tornar-lo incandescent i els abraçava fins a deixar-los abrasats.
Era totalment invulnerable en tot el seu cos, excepte en una vena, que s'acabava en un dels talons, tancada amb una clavilla. Quan els argonautes desembarquen a Creta, Medea aconseguí amb els seus encanteris, treure-li aquest tap i Talos morí en perdre els humors que el mantenien actiu. Una altra versió deia que Peant, pare de Filoctetes i un dels argonautes, li havia travessat la vena amb una fletxa.